# Due ettari di terra
Due ettari di terra (Do Bigha Zamin) è un film indiano del 1953 diretto da Bimal Roy.

## Riconoscimenti
- Filmfare Awards
  - 1954: "Best Film"
  - 1954: "Best Director" (Bimal Roy)
- National Film Awards
  - 1953: "All India Certificate of Merit for Best Feature Film"
- Festival di Cannes
  - 1954: "Prix International (International Prize)"
- Festival internazionale del cinema di Karlovy Vary
  - "Prize for Social Progress"